# Руси у Индији
Руска заједница у Индији обухвата све људе руске националности, као и мигранте и имигранте из Русије. Већина људи из ове мале заједнице живи у индијској држави Гоа.

## Руси у Гои

### Имигранти
Држава Гоа је у последњих неколико година постала дом многих Руса. Многи млади Руси, незадовољни животом у урбаним срединама, одлазе у Гоу. Масовни одлазак Руса за Гоу постао је тренд, а многи од њих су отишли тамо да заувек остану. Јефтини летови привукли су на долазак хиљаде Руса у бивше португалске колоније, које су познате по својим плажама и опуштеној атмосфери.
Још један у низу од разлога што се Руси одлучују за одлазак у Индију је тај што индијски народ има позитиван став према Русији и Русима због јаких историјских пријатељских односа између Индије и СССР.
Многи Руси су створили послове у Гои, а власници плажа и ресторана широм Индије постављају табле на енглеском и руском језику, како би привукли руске купце или туристе.
У Гои, село Мојрим названо је од стране његових житеља "мала Русија" због великог броја Руса који тамо живе. Члан Индијског националног конгреса Шантрам Наик осудио је присуство руских туриста, апелујући на њихову грубост, јавну голотињу и злочине, укључујући и нападе и послујући у супротном са Законом о девизном управљању.

### Туристи
Због отворености руске економије, све више Руса посећује Индију, а једно од омиљених места је Гоа. Процењује се да 3.500 Руса посети плаже Гое сваких десет дана у туристичкој сезони.
Велики број Руса у Гои је оптужен за учешће у организованим криминалним групама, илегалним земљишним пословима, па чак и "корупцији ума" локалних становника државе, а такође се помињу и неколико напада на њих Руска мафија у Гои је углавном укључена у трансакције са непокретностима, трговином дрогом и сексуалном трговином. Гоа је главно место мафије због лоше организације рада полиције и администрације.

## Руси у другим деловима Индије

### Карнатака
Многи руски научници и стручњаци из области астрономије раде у Индијској организацији за истраживање свемира у Бангалору, где помажу у развоју планетарног ровера.

### Керала
Многи руски научници и стручњаци у области астрономије раде у свемирском центру Викрам Сарабхаи у граду Тируванантапурам. Такође у овом граду постоји руски конзулат.

### Махараштра
У граду Мумбају тренутно има мање од 100. Руса, од којих су већина привредници, инжењери и техничари, делегирани да подрже руску производњу опреме у различитим деловима града.

### Тамил Наду
Постоји мала руска дијаспора у држави Тамил Наду, која се углавном састоји од научника и студената. У тој држави налази се и Културни центар Русије, у граду Ченај. У Образовно-научном институту М. Г. Р. медицину студира велики број Руса под програмом размене студената, са Старополским државним медицинским универзитетом. Око 40 руских научника ради у нуклеарној електрани Куданкулам, а многи од њих добили су станове и са својим продорицама живе у граду Тирунелвели. Велики број Руса у Тамил Наду учи тамилски језик.